# Mindörökké Emmanuelle
A Mindörökké Emmanuelle, eredeti címe Éternelle Emmanuelle, egy 1993-ban bemutatott színes francia erotikus tévéfilm Francis Leroi rendezésében, Marcela Walerstein, Sylvia Kristel és George Lazenby főszereplésével. A forgatókönyvet Emmanuelle Arsan műveinek szabad felhasználásával Timothy Fox és Claire Lorentz írták. A változatos címszereplőkkel készített francia Emmanuelle-mozifilmek 1993-as lezárása után Francis Leroi filmrendező ezzel nyitotta meg saját Emmanuelle-tévéfilmjeinek sorát, melyek mindegyikében az ifjú Emmanuelle-t Marcela Walerstein venezuelai fotómodell alakítja.

## Cselekmény
Egy repülőút során az idősödő Emmanuelle sok év után találkozik régi barátjával és mentorával, Marióval. Hosszú beszélgetés kezdődik kettejük között. Emmanuelle elmeséli saját hihetetlen történetét egy különleges és varázslatos parfümről, amelyet tibeti szerzetesektől kapott ajándékba, amikor meglátogatta kolostorukat. A parfüm azzal a csodálatos képességgel rendelkezik, hogy Emmanuelle lelkét beköltözteti bármilyen nő testébe, aki a parfümöt használja. Miután így megszerezte ezt a képességet, a megfiatalodott Emmanuelle ezzel a varázserővel segíti azokat a válságba jutott nőtársait, akikkel életútja során találkozik, változatos összetételű szexuális tevékenységek mellett.

## Főbb szereplők
| Szerep             | Színész            |
| ------------------ | ------------------ |
| Az ifjú Emmanuelle | Marcela Walerstein |
| Az idős Emmanuelle | Sylvia Kristel     |
| Mario              | George Lazenby     |
| Athisan Khan       | Joel Bui           |
| n.a.               | Cynthia Van Damme  |
| n.a.               | Jean-Marc Vasseur  |
| n.a.               | Christine Merlet   |
| n.a.               | Evelyne Ruth       |
| n.a.               | Tabatha Cash       |
| n.a.               | Krystyna Ferentz   |

## További információ
- Mindörökké Emmanuelle a PORT.hu-n (magyarul)
- Mindörökké Emmanuelle az Internet Movie Database-ben (angolul)
- Mindörökké Emmanuelle a Box Office Mojón (angolul)
- Emmanuelle in Tibet (német nyelven). Filmdienst.de
- Mindörökké Emmanuelle. MAFAB.hu. (Hozzáférés: 2024. május 24.)
- Emmanuelle Forever (1993) Profile. Famousfix.com. (Hozzáférés: 2024. május 24.)